# 玉檀木
玉檀木（学名：Bulnesia sarmientoi），又名薩米維拉木或薩米維臘木，是生長在南美洲格蘭查科，近阿根廷、玻利維亞及巴拉圭邊境的一種樹。

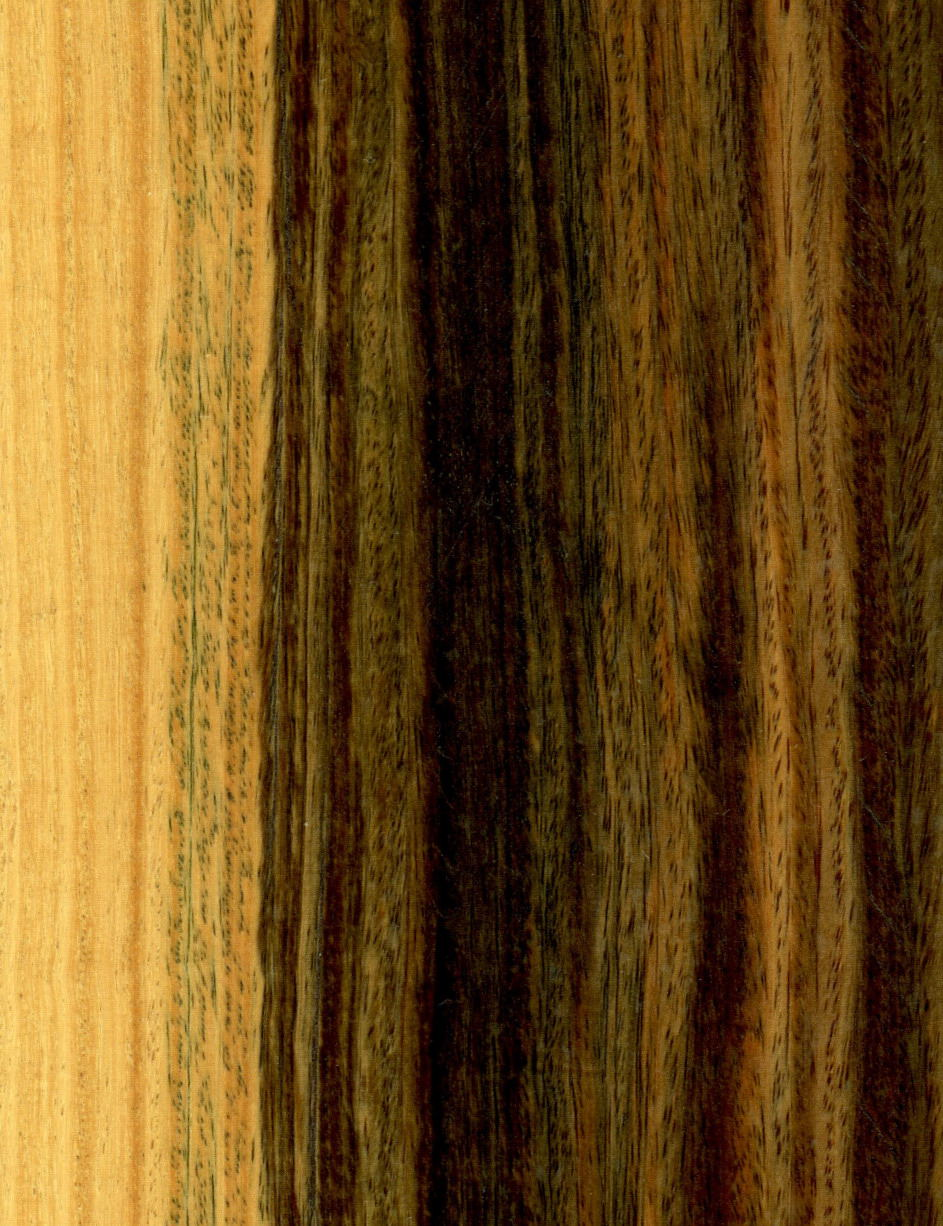
玉檀木的木材。

玉檀木的心材是褐色、黑色及綠色（由淺橄欖綠至巧克力褐色）的，有條紋。邊材大部份都很幼及呈淺黃色。木材的比重介乎每立方厘米0.92-1.1克。
玉檀木很多時會用作雕刻及作為耐用的木柱。它們會分泌一種癒創木油，是香水的成份。其樹脂可以有機溶劑來提取，並可以作為漆及深色的油漆。雖然它們的密度很高，但很易燃燒，是優質的木炭。它們的精油有治療皮膚的功效。當地原住民會以它們的樹皮來治療胃部問題。

## 保育狀況
其被列為《瀕危野生動植物種國際貿易公約》（CITES）附錄二的物種，被限制出口及貿易。

## 外部連結
- Commercial timbers （页面存档备份，存于）
- Catálogo Web de especies forestales